# Antimension

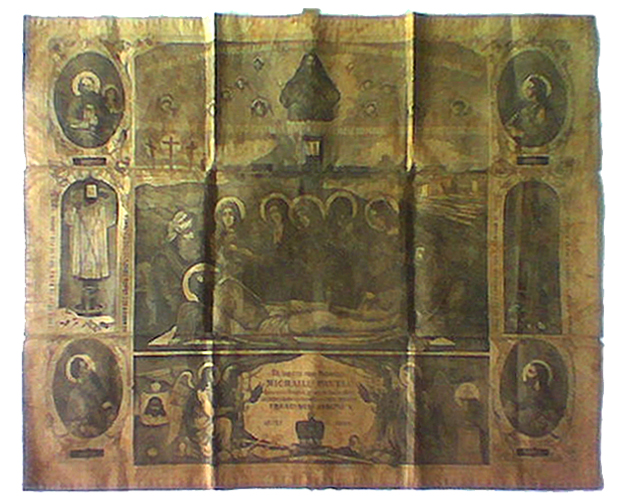
Antimension rumeno da Oradea Mare (Transilvania), 1890.

L'Antimension o Antimins, (dal greco Antimension: "invece della tavola"), è uno degli arredi più importanti dell'altare in molte liturgie tradizionali delle Chiese Cristiane orientali. Si tratta di un pezzo rettangolare di stoffa, o di lino o di seta, di solito decorato con rappresentazioni della Discesa di Cristo dalla croce, i quattro Evangelisti, e le iscrizioni relative alla Passione. Una piccola reliquia di un martire è cucita in esso.

## Utilizzo
Non è consentito celebrare l'Eucaristia senza un antimins. L'antimins è conservata nel centro della Sacra Mensa (altare)  e si dispiega e si espone solo durante la Divina liturgia, prima dell'anafora. Al termine della Liturgia, l'antimension viene ripiegato in tre, e poi nuovamente in tre, in modo che quando viene dispiegato le pieghe formano una croce. Una volta piegato, l'antimension si trova al centro di un altro panno leggermente più grande, l'eiliton (slavo: Ilitón), simile al corporale occidentale, tranne che di solito è di colore rosso—che viene poi ripiegato intorno ad esso nello stesso modo (3 x 3), stringendolo completamente. Anche una spugna appiattita naturale è tenuta all'interno degli antimension, che viene utilizzata per raccogliere le briciole che potrebbero cadere sul tavolo della Sacra Mensa. Quando l'antimension e l'eiliton sono piegati, il Libro dei Vangeli è posato su di essi.
Gli antimins devono essere consacrati e firmati da un vescovo. Gli antimins, insieme con il crisma restano di proprietà del vescovo, e sono il mezzo con cui un vescovo indica il suo consenso per i Santi Misteri (Sacramenti) da celebrare in sua assenza. È in effetti la "licenza della chiesa" di officiare "servizi divini". Se un vescovo dovesse ritirare il permesso di servire i Misteri, avrebbe fatto in modo di riprendere le antimins e il crisma. Ogni volta che un vescovo visita una chiesa o un monastero sotto la sua giurisdizione, entrerà nell'Iconostasi (altrare del santuario) per controllare l'antimension per essere sicuri che sia stato adeguatamente conservato, e che sia in realtà quello che ha fornito.

Oltre al vescovo, a nessuno è permesso di toccare un antimins tranne che a un sacerdote o il diacono, perché è un oggetto consacrato, che dovrebbe essere acquisito formalmente quando ne faranno uso — il diacono deve essere completamente vestito con l'abito relativo alla funzione, e il sacerdote dovrebbe essere vestito con almeno epitrachelion (stola) e epimanikia (polsini). 

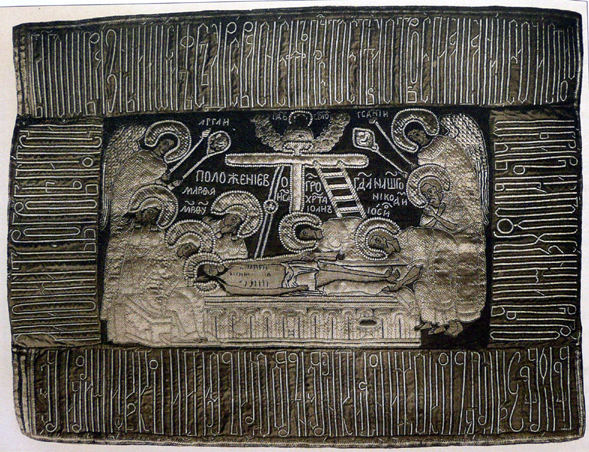
Epitaphios del XVII secolo della chiesa Fëdorovskaja a Jaroslavl'

L'antimins è un sostituto dell'altare. Un sacerdote può celebrare l'Eucaristia sulle antimins, anche se non vi è un altare propriamente consacrato. In caso di emergenza, guerra e persecuzione, l'antimins serve quindi una necessità pastorale molto importante. In precedenza se il sacerdote ha celebrato su un altare consacrato, gli elementi sacri saranno collocati solo sull'eiliton. Tuttavia, nella pratica corrente il sacerdote utilizza sempre le antimension, anche su un altare consacrato che ha reliquie in esso sigillate.
Nella Divina Liturgia, durante le Ektenia (Litanie) che precedono il Grande Ingresso, l'eiliton è completamente aperto e l'antimension è aperto per tre quarti, lasciando la parte superiore ripiegata. Poi, durante la Ektenia dei catecumeni, quando il diacono dice: "Egli (Dio) può rivelare a loro (i catecumeni), il Vangelo della giustizia," il prete svolge l'ultima parte delle antimins, rivelando il mistero della morte di Cristo e la risurrezione. Dopo il grande ingresso, il calice e la patena sono posti sull'antimins e i doni (pane e vino) sono consacrati. L'antimins resta spiegato fino alla fine quando tutti hanno ricevuto la Santa Comunione e il calice e la patena sono riposti sulla Prothesis (tavolo delle oblazioni). Il diacono (o, se non c'è il diacono, il sacerdote) deve attentamente controllare l'antimins per essere sicuri che non ci siano briciole lasciate su di esso, e poi viene piegato, l'eiliton è piegato, e il Libro dei Vangeli posto sulla parte superiore di esso.
L'Arcivescovo Simeone di Tessalonica scrive del sacro antimension:
(Simeone di Tessalonica)

## La pratica ortodossa orientale
Una tavoletta di legno, il ţablîtho, è l'equivalente nella liturgia dell'antimins nelle chiese di tradizione siriaca. Tuttavia, non è più utilizzato dalla Chiesa greco-ortodossa di Antiochia (che segue la pratica liturgica di Costantinopoli, e utilizza quindi gli antimension) o la Chiesa assira d'Oriente e la Chiesa cattolica caldea.
Nella Chiesa etiope Tawahedo, il tâbot è funzionalmente simile al ţablîtho. Tuttavia, questa parola è usata anche nella lingua Ge'ez per descrivere l'Arca dell'Alleanza. L'Arca è simbolicamente rappresentata dal manbara tâbôt ('trono dell'Arca'), uno scrigno che si trova sopra l'altare. La stessa tabot, la tavoletta di legno, è presa prima della anafora, e simboleggia il dono dei Dieci Comandamenti.